# Филиппов, Владимир Сергеевич (тренер)

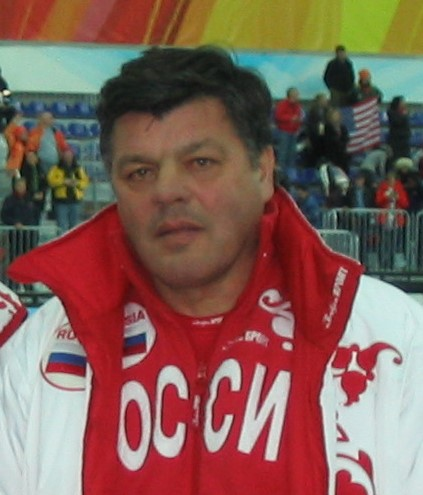

Филиппов Владимир Сергеевич — старший тренер Сборной команды России по конькобежному спорту, заслуженный тренер России

## Биография
Родился 15 января 1944 г. в г. Москве.
В школьные годы Владимир увлеченно занимался конькобежным спортом, восхищаясь победами легендарного скорохода Евгения Гришина. Тем, кто знает, что во время Великой Отечественной войны Гришин получил тяжелые ранения обеих ног, его феерические победы на Чемпионатах СССР и зимних Олимпиадах 1956, 1960 годов кажутся абсолютно невероятными. История жизни кумира и каток со сверкающим льдом прямо под окнами школы на Таганке, где учился Владимир, определили всю его судьбу.
В 1963 - 1967 гг. Владимир Филиппов проходит срочную службу на Тихоокеанском флоте (на о.Русский, затем в г.Магадан), продолжая занятия спортом. В период военной службы становится чемпионом Тихоокеанского флота по футболу и по конькам, мастером спорта по конькобежному спорту.
После демобилизации идет работать на Автомобильный завод им. Ленинского комсомола, одновременно продолжает серьезно заниматься конькобежным спортом, затем поступает в Московский областной государственный институт физической культуры (ныне - ФГБОУ ВО «Московская государственная академия физической культуры»).
В сфере физической культуры и спорта Владимир Филиппов работает с 1973 г., начав тренерскую деятельность в СК «Москвич». Именно тренерская работа стала истинным призванием Владимира Филиппова, проявив в полной мере яркий незаурядный талант тренера-наставника, высочайший профессионализм, феноменальную интуицию и безграничную преданность своему делу.
В 1981 г. В.С. Филиппов приглашен работать с молодежной Сборной командой СССР по конькобежному спорту.
С 1984 г. В.С. Филиппов - тренер Сборной команды СССР и России; с 1994 г. по 2018 г. - старший тренер национальной Сборной команды России по конькобежному спорту.
За 45 лет тренерской работы Владимир Филиппов подготовил большую группу высококлассных советских и российской спортсменов - членов Сборной команды СССР, Сборной команды России по конькобежному спорту:
- Олег Божьев – абсолютный Чемпион мира в классическом многоборье 1984 г., серебряный призер Чемпионатов мира 1985, 1986, 1987 гг., бронзовый призер Олимпийских игр 1984 г. в Сараево;
- Сергей Прибытков – многократный Чемпион СССР (1981, 1983 гг. на дистанции 10000 м.; 1984 г. на дистанции 1500 м.), победитель двух Спартакиад народов СССР;
- Галина Войлошникова - Чемпионка Мира среди юниоров, серебряный призер Чемпионата мира в многоборье 1984 г.;
- Татьяна Кабутова - серебряный призер Чемпионата СССР в спринтерском многоборье (1987 г.), рекордсменка Мира среди юниоров;
- Ирина Богатова - Чемпионка СССР 1990 г. в классическом многоборье, 1500 м.), серебряный (1989 г.  - классическое многоборье, 1988, 1990 гг. - 1000 м., 1985, 1990 гг. - 5000 м.) и бронзовый (1985, 1991 гг. - классическое многоборье, 1985 г. - 1500 м., 1985, 1990 гг. - 3000 м.) призер Чемпионатов СССР;
- Людмила Титова (Морозова) - Чемпионка СССР в классическом многоборье 1989 г.;
- Анжелика Видова (Доринская) - бронзовый призер Чемпионата СССР в классическом многоборье 1990 г.;
- Татьяна Даньшина - многократная Чемпионка России (1998, 1999, 2001 гг. - спринтерское многоборье, 1998, 1999 гг. - 500 м., 1998 - 2000 гг. - 1000 м.) в спринтерском многоборье, серебряный призер Чемпионатов России (2000 г. - спринтерское многоборье, 2000, 2001 гг. - 500 м., 2001 г. - 1000 м.);
- Юлия Литейкина (Немая) - Чемпионка России в спринтерском многоборье (2007 г.), серебряный (2008, 2009 гг.) и бронзовый (2010 г.) призер Чемпионатов России, Чемпионка России (2009, 2010 гг. - 500 м.), серебряный (2005, 2008 гг. - 500 м.) и бронзовый (2008 г. - 1000 м., 2013 г. - 500 м.) призер Чемпионатов России.

Сильнейшая спортсменка, подготовленная В.С. Филипповым -  Светлана Журова - многократная Чемпионка и рекордсменка России на дистанциях 500 м., 1000 м. и в спринтерском многоборье,  Чемпионка мира и обладательница Кубка мира 1996 г. на дистанции 500 м., серебряный призер Чемпионатов мира 1998, 1999, 2000 гг. на дистанции 500 м., бронзовый призер Чемпионата мира 2001 г. на дистанции 500 м., Олимпийская чемпионка на дистанции 500 м. на Олимпийских играх 2006 г. в Турине, Чемпионка мира в спринтерском многоборье 2006 г.
В разные годы В.С. Филиппов подготовил также большую группу юниоров, ставших призерами "юниорских" Кубков мира и Чемпионатов мира по конькобежному спорту, которые в дальнейшем достигли высоких результатов на международных стартах в составе олимпийской Сборной команды России. Среди них  Екатерина Абрамова, Екатерина Шихова, Екатерина Лобышева, Ирина Кузнецова, Данила Семериков, Сергей Трофимов, Виктор Муштаков, Егор Юдин, Александр Подольский.
Помимо тренерской работы с национальной Сборной командой России по конькобежному спорту, в период 2008 - 2011 гг. В.С. Филиппов являлся советником заместителя Председателя Государственной Думы Федерального Собрания Российской Федерации V созыва. В настоящее время занимается научно-педагогической и общественной деятельностью, продолжает консультировать молодых спортсменов. Как отмечено в статье на сайте Союза конькобежцев России, посвященной юбилею В.С. Филиппова, «Владимир Сергеевич - поистине великий тренер и человек с большой буквы!». И это без преувеличения именно так.
Владимир Филиппов в качестве старшего тренера сборной России постоянно участвовал в Олимпийских играх, Чемпионатах Мира, Европы, Кубках мира по конькобежному спорту с 1984 года. Часто комментирует соревнования на ведущих телеканалах.
В 2006 году вместе со Светланой Журовой, Анастасией Мельниковой, Эдгардом  и Аскольдом Запашными участвовал в телешоу “Форт Боярд”.
В браке с Галиной Ивановной Филипповой.
Лучший друг и коллега - легендарный конькобежец, прославленный тренер - Валерий Алексеевич Муратов.

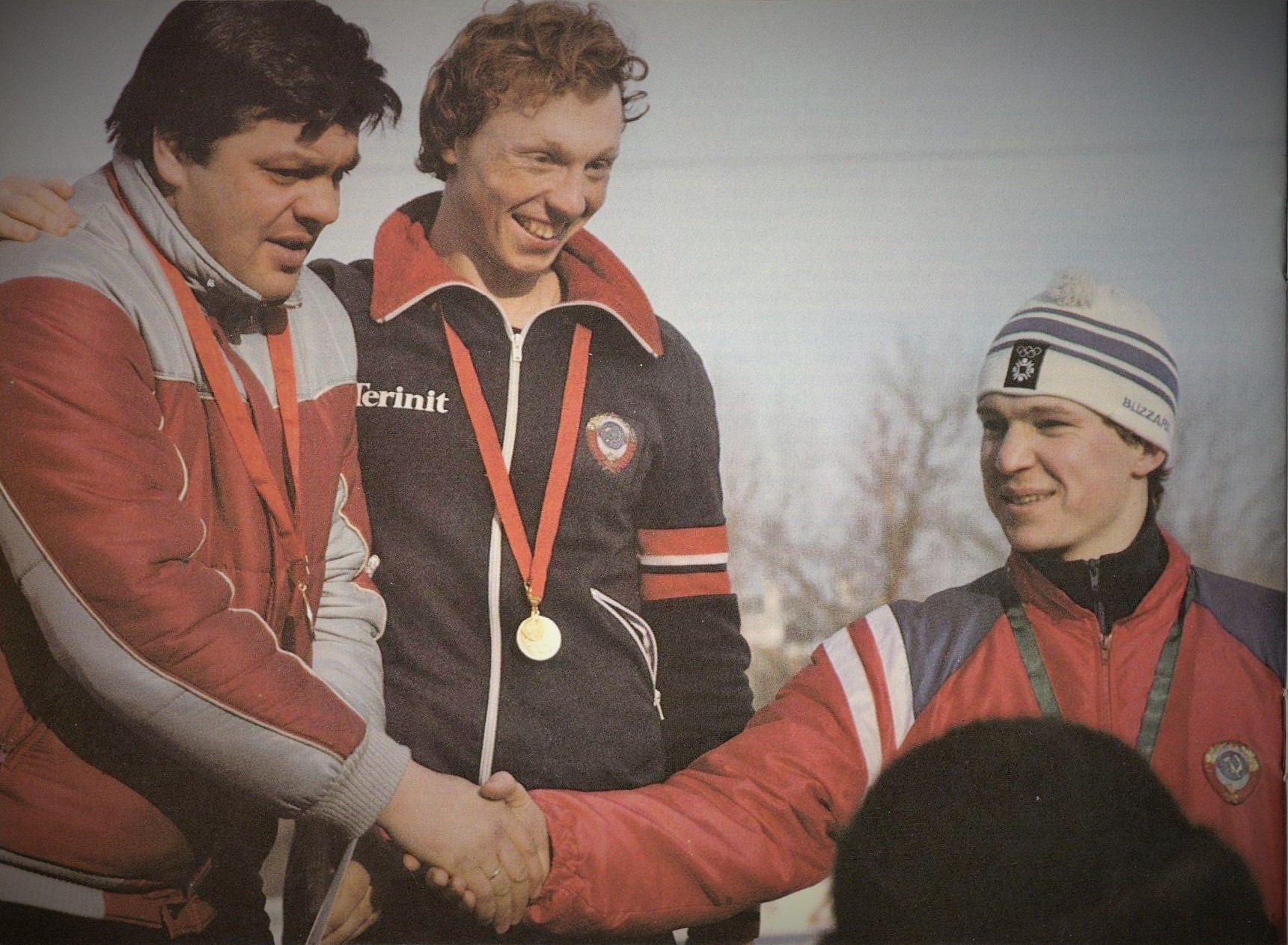
Счастье делится пополам. Чемпион мира 1984 года Олег Божьев и его тренер Владимир Филиппов принимают поздравления
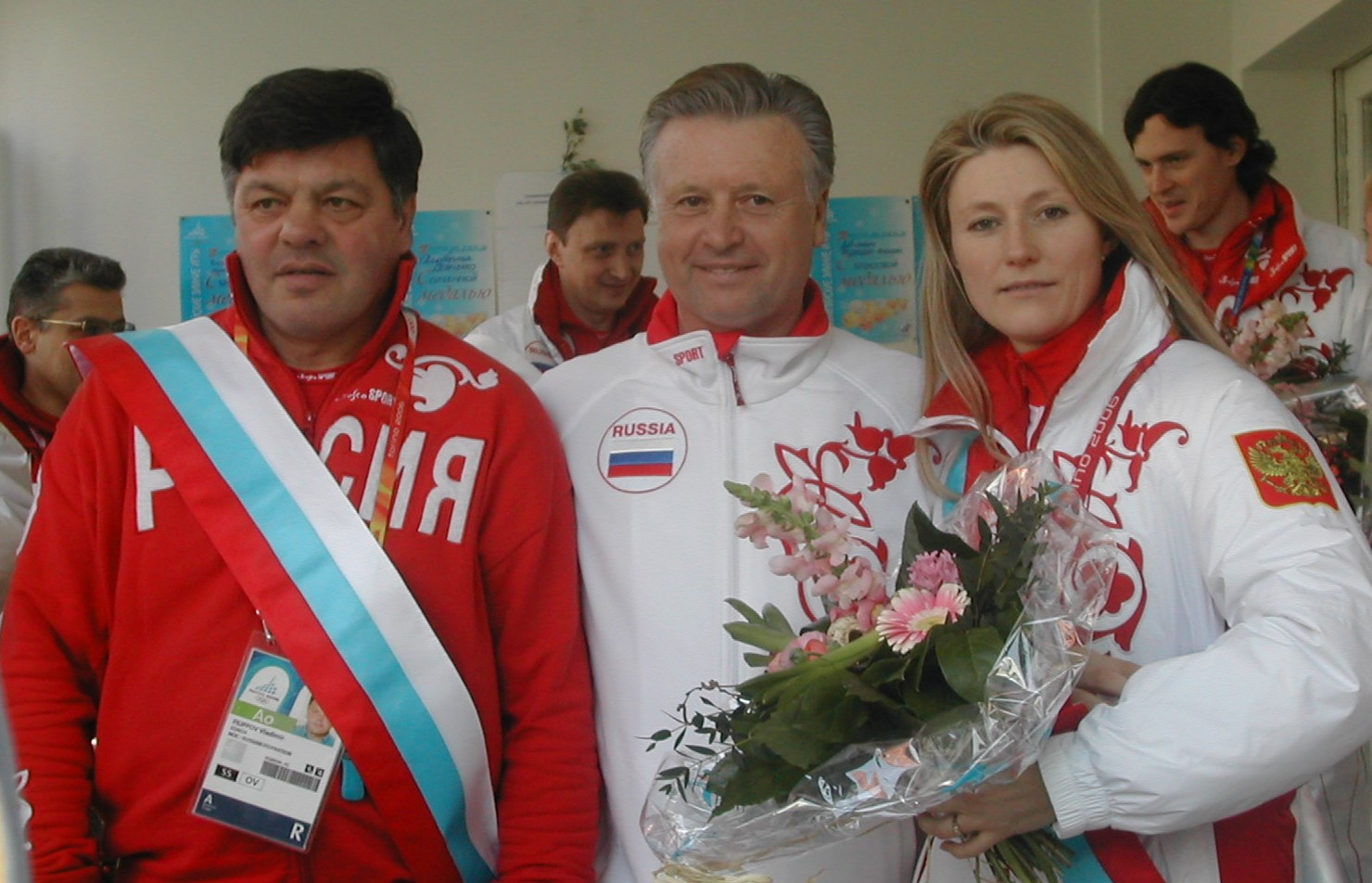
Чествование олимпийской чемпионки в скоростном беге на коньках Светланы Журовой и ее тренера Владимира Филиппова в Турине. Председатель Олимпийского комитета России Леонид Тягачев поздравляет победителей
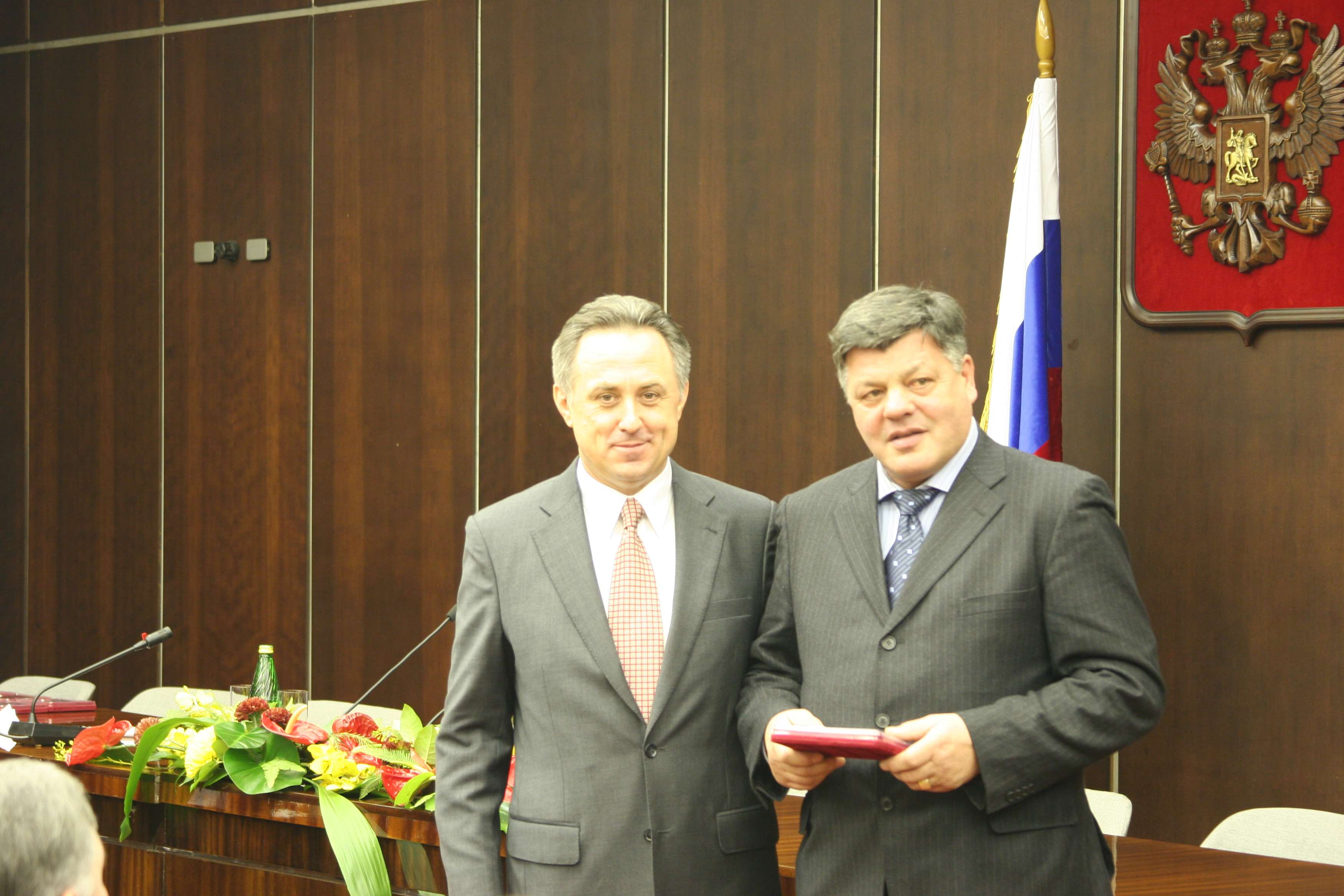
Награждение заслуженного тренера России Владимира Филиппова орденом Дружбы
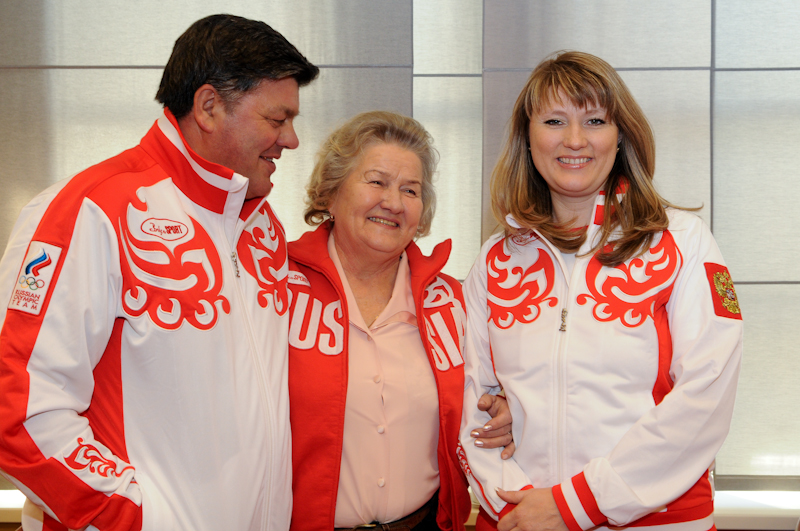
Заслуженный тренер России Владимир Филиппов, шестикратная олимпийская чемпионка Лидия Скобликова и олимпийская чемпионка Светлана Журова
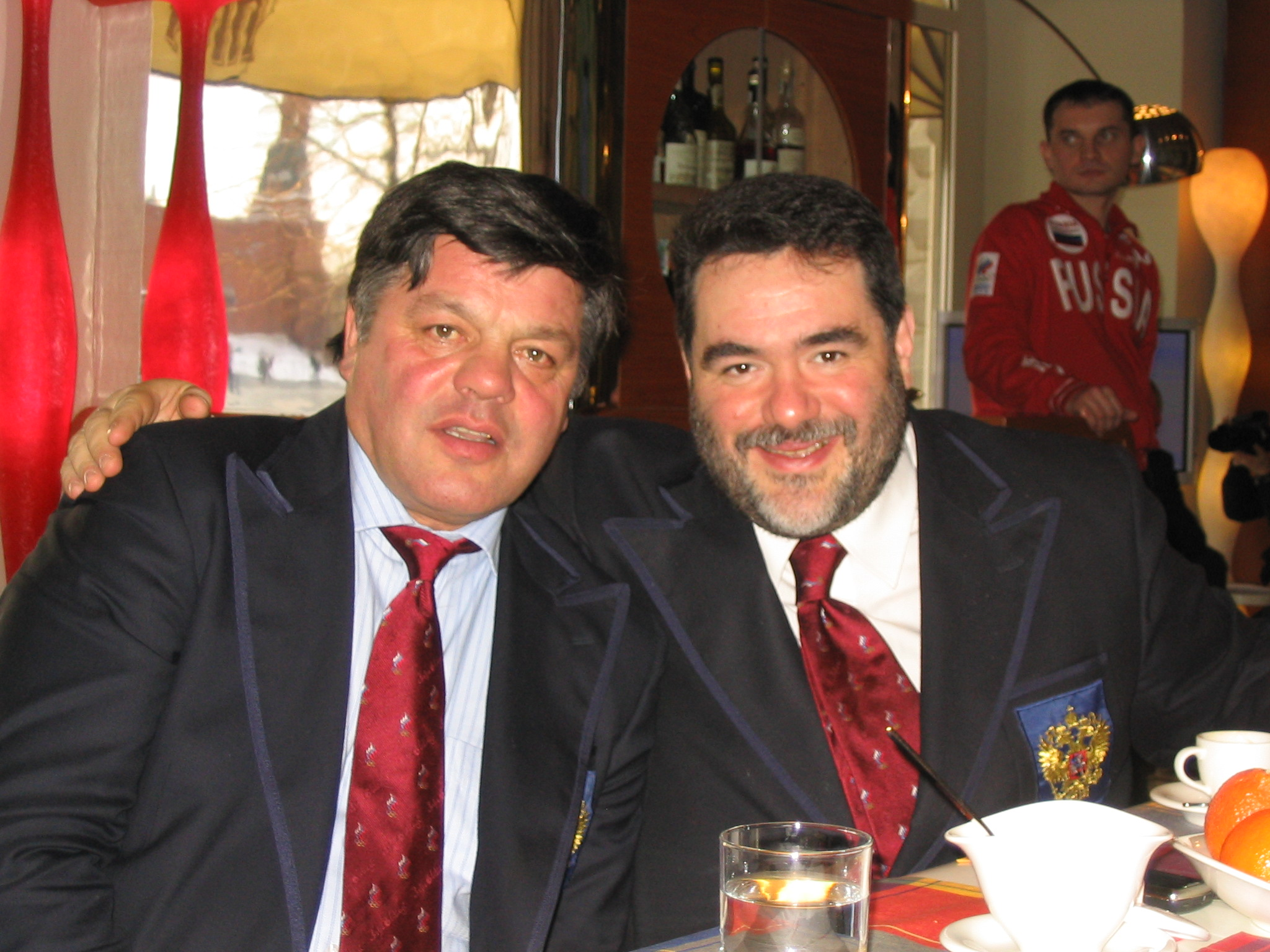
Владимир Филиппов и Михаил Куснирович (Bosco di Ciliegi)

## Награды и премии
В 1984 г. В.С. Филиппову присвоено Почетное звание «Заслуженный тренер РСФСР». В.С. Филиппов награжден государственными и ведомственными наградами: многочисленными медалями «Тренер чемпиона СССР» Комитета по физической культуре и спорту при Совете Министров СССР, «Тренер чемпиона» Комитета по физической культуре и спорту при Совете Министров РСФСР, «Тренер чемпиона» Госкомспорта России, медалью «80 лет Госкомспорту России», Почетным знаком Министерства спорта Российской Федерации «За заслуги в развитии физической культуры и спорта», Почетным знаком ВСФО «Динамо» «За заслуги в спорте», Почетным знаком Олимпийского комитета России «За заслуги в развитии Олимпийского движения в России», медалью «Ветеран труда», Орденом Дружбы (Указ Президента Российской Федерации от 04.03.2008 года № 307), памятной медалью и Благодарностью Президента Российской Федерации «За значительный вклад в подготовку и проведение, XXII Олимпийских зимних и XI зимних Паралимпийских игр 2014 года в г.Сочи».